# Otto Furrer
Otto Furrer (Zermatt, 19 ottobre 1903 – 26 luglio 1951) è stato uno sciatore alpino e sciatore di pattuglia militare svizzero.

## Palmarès

### Mondiali
- Oro a Cortina d'Ampezzo 1932 nella combinata.
- Argento a Mürren 1931 nella discesa libera.
- Argento a Cortina d'Ampezzo 1932 nello slalom.
- Bronzo a Cortina d'Ampezzo 1932 nella discesa libera.
- Bronzo a Innsbruck 1933 nella combinata.